# Niedervieland-Stromer Feldmark
Niedervieland-Stromer Feldmark este o arie protejată (arie specială de conservare — SAC, sit de importanță comunitară — SCI) din Germania întinsă pe o suprafață de 424,5 ha, integral pe uscat.

## Localizare
Centrul sitului Niedervieland-Stromer Feldmark este situat la coordonatele 53°05′45″N 8°41′00″E / 53.0958°N 8.6833°E.

## Înființare
Situl Niedervieland-Stromer Feldmark a fost declarat sit de importanță comunitară în mai 2005 pentru a proteja 2 specii de animale. Situl a fost protejat și ca arie specială de conservare în august 2006.

## Biodiversitate
Situată în ecoregiunea atlantică, aria protejată nu include niciun habitat protejat.
La baza desemnării sitului se află mai multe specii protejate de  pești (2): zvârluga (Cobitis taenia), țipar (Misgurnus fossilis).